# Samuel Tetteh Yemoh
Samuel Tetteh Yemoh (Acra, Ghana, 12 de enero de 1999) es un futbolista ghanés que juega en la posición de mediocentro en las filas del U. D. Socuéllamos de la Tercera Federación.

## Trayectoria
Yemoh es un mediocentro formado en las categorías inferiores del C. D. Leganés y en la temporada 2017-18 cambió desde el Juvenil "A" al Utebo F. C. para competir en la Tercera División de España, donde logra anotar un gol en 21 partidos.
Del Utebo F. C. pasó a formar parte del Alcobendas Sport donde jugó un total de 22 partidos anotando un gol. Su siguiente destino fue en el equipo Arucas C. F. en Las Palmas, jugando la temporada de 2020-21. A mitad de temporada, el 30 de enero de 2021, cambió al Flat Earth F. C. donde terminó la temporada con un gol.
En la temporada 2021-22 volvió al Arucas C. F. donde jugó un total de 8 partidos. Posteriormente tuvo la oportunidad de acceder el 4 de enero de 2022 a la Segunda Federación en el equipo Club de Fútbol Panadería San Mateo donde disputó un total de 13 partidos.
La temporada 2022-2023 firmó con el Villarrubia C. F.. Jugó 33 partidos, anotando 1 gol, 3 de ellos fueron partidos de Copa Federación y otros 2 fueron partidos de Promoción de ascenso a Segunda Federación 2023
Actualmente, ha firmado con el U. D. Socuéllamos para disputar la temporada 2023-24.

## Clubes
| Club                   | País   | Año       |
| ---------------------- | ------ | --------- |
| C. D. Leganés          | España | 2017-2018 |
| Utebo F. C.            | España | 2018-2019 |
| Alcobendas Sport       | España | 2019-2020 |
| Arucas C. F.           | España | 2020-2021 |
| Flat Earth F. C.       | España | 2020-2021 |
| Arucas C. F.           | España | 2021-2022 |
| C. F. Panadería Pulido | España | 2021-2022 |
| Villarrubia C. F.      | España | 2022-2023 |
| U. D. Socuéllamos      | España | 2023-     |